# Leichtathletik-Weltmeisterschaften 2023/Teilnehmer (Costa Rica)
| Goldmedaillen | Silbermedaillen | Bronzemedaillen |
| ------------- | --------------- | --------------- |
| —             | —               | —               |

Der Leichtathletikverband von Costa Rica hat für die Leichtathletik-Weltmeisterschaften 2023 in Budapest einen Sportler gemeldet.

## Ergebnisse

### Männer

#### Laufdisziplinen
| Athlet          | Disziplin    | Vorlauf | Vorlauf | Halbfinale | Halbfinale | Finale | Finale |
| Athlet          | Disziplin    | Zeit    | Platz   | Zeit       | Platz      | Zeit   | Platz  |
| --------------- | ------------ | ------- | ------- | ---------- | ---------- | ------ | ------ |
| Gerald Drummond | 400 m Hürden | 48,73 s | 15      | 49,31 s    | 19         | DNQ    | DNQ    |